# Waitākere Ward
Der Waitākere Ward ist eine Verwaltungseinheit des Auckland Council in Neuseeland.

## Geographie
Der Waitākere Ward umfasst eine Fläche von 359 km² und reicht von der Westküste, beginnend vom Raetahinga Point mit der O'Neill Bay über den Mündungsbereich des Waitākere River bis südlich hinunter zum Manukau Entrance. Von dort der Küstenlinie des Manukau Entrance und dem Manukau Harbour nach Ostnordost folgend bis zu French Bay und der Wood Bay und dann nach Norden den Stadtteil New Lynn östlich liegend lassend bis einschließlich dem Stadtteil West Harbour. Schließlich folgt die nördliche Grenze in einer S-Form nach Westen bis zurück zur Westküste, Waitākere mit einschließend.

## Wirtschaftsdaten
Der flächenmäßig kleinere Ward des Auckland Council im Vergleich zum nördlich angrenzenden Rodney Ward ist stärker besiedelt und verfügt mit seiner Einwohnerzahl von 187.000 über etwas mehr als doppelt so viele Einwohner, wobei der westliche Teil schwächer und der östliche Teil dafür umso stärker besiedelt ist. Die Stand 2023 insgesamt 16.194 ansässigen Unternehmen in dem Ward beschäftigten 51.701 Personen. Das Bruttosozialprodukt, in Neuseeland Gross Domestic Product (GDP) genannt, betrug im Jahr 2023 6.375 Mrd. NZD, mit einem Wachstum gegenüber dem Vorjahr von 3,3 % im Bereich des Waitakere Ranges Local Board und 3,0 % im Bereich des Henderson-Massey Local Board. Neuseeland insgesamt hatte im gleichen Bemessungszeitraum im Vergleich ein Wachstum von 2,9 %. Die Bauindustrie hatte 2023 im Bereich des Waitakere Ranges Local Board mit 12,6 % ihren größten Anteil am GDP, gefolgt von Vermietung, Verleih und Immobiliendienstleistungen mit 10,3 %, wohingegen im Bereich des Henderson-Massey Local Board die Fertigung mit einem Anteil von 10,6 % am GDP vorne lag, dicht gefolgt vom Bereich Gesundheitsversorgung und Sozialhilfe mit 10,5 %.

## Politische Führung des Waitākere Ward
Die politische Führung des Auckland Council erfolgt durch den Mayor (Bürgermeister) und 20 Ward Councillors (Ward Stadträte) und in jedem der dreizehn vorhandenen Wards noch einmal durch eine unterschiedliche Anzahl von Mitglieder, die in Local Boards organisiert sind. Die derzeit 21 Local Boards haben insgesamt 149 Mitglieder. Während sich die Local Boards auf die Entscheidungsfindung und Führung auf kommunaler Ebene konzentrieren, befassen sich der Mayor mit den Councillors mit dem großen Ganzen der Stadt und mit den strategischen Entscheidungen für das gesamte Stadtgebiet des Auckland Council.
Für den Waitākere Ward sind zwei Councillors (Stadtrat) zuständig und auf lokaler Ebene 6 Local Board Mitglieder im Waitākere Ranges Local Board und 8 Local Board Mitglieder im Henderson-Massey Local Board.